# Patricia Clarkson
Patricia Davies Clarkson (New Orleans, 29 dicembre 1959) è un'attrice statunitense.

## Biografia

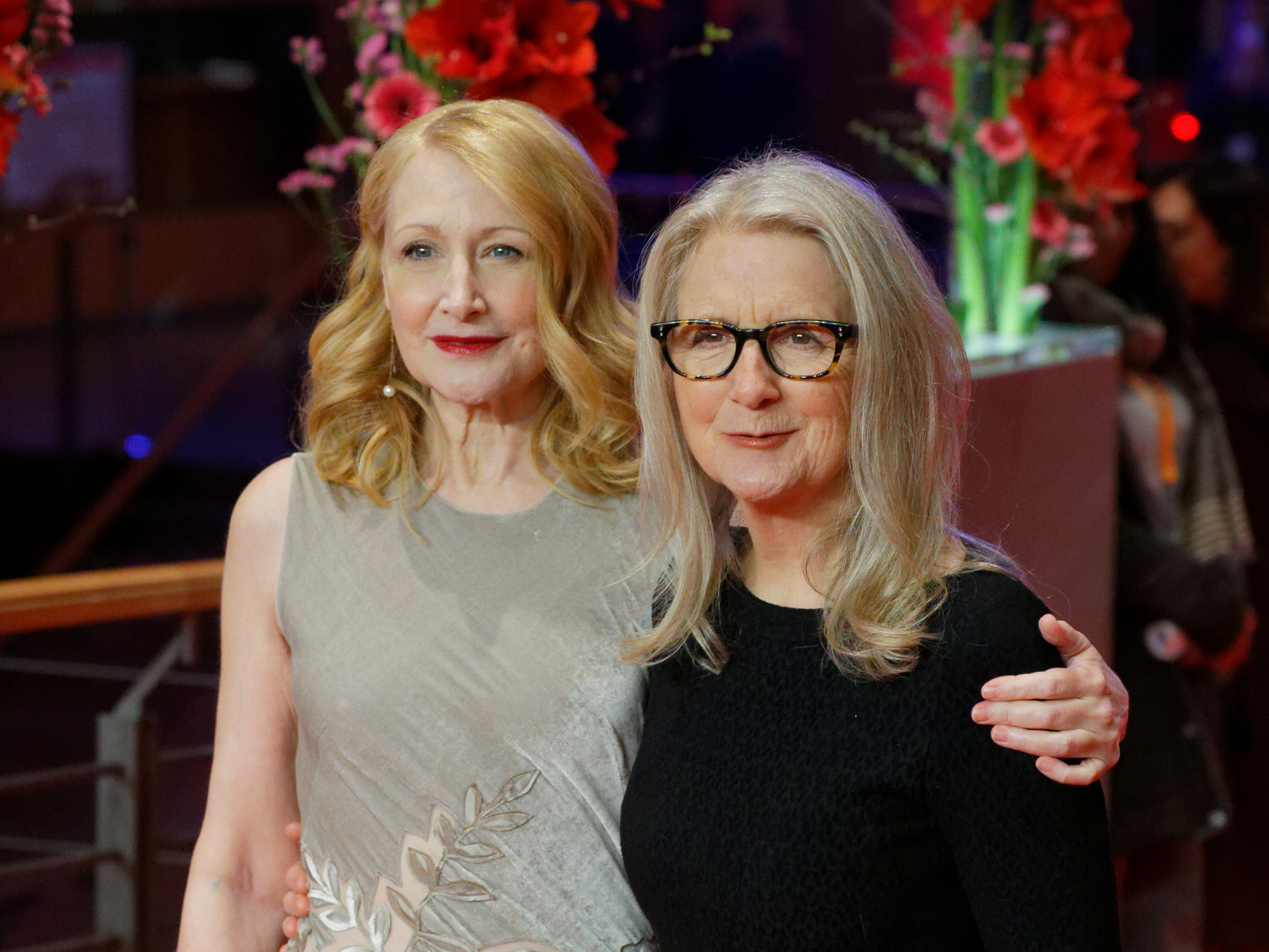
Patricia Clarkson (sinistra) & Sally Potter alla World Première The Party Berlinale 2017

È la figlia di Arthur "Buzz" Clarkson, un amministratore scolastico che ha lavorato presso la Louisiana State University School of Medicine e di Jackie Clarkson Brechtel, politica e consigliere a New Orleans.
È una delle cinque sorelle, che hanno tutte frequentato la O. Perry Walker High School, dove si è diplomata nel 1977. È cresciuta nella sezione di Algiers di New Orleans, sulla sponda occidentale del fiume Mississippi.
Dal 1977 al 1979, Clarkson ha studiato logopedia alla Louisiana State University prima di decidere che voleva conseguire una laurea in recitazione. Nel 1980, si è trasferita alla Fordham University di New York City per iscriversi al loro programma universitario di recitazione, laureandosi con lode nel 1982. Ha poi conseguito il Master of Fine Arts alla Yale School of Drama nel 1985.
Dopo aver esordito al cinema con Brian De Palma nel film The Untouchables - Gli intoccabili del 1987, negli anni ha lavorato con registi come Sean Penn, Woody Allen, Lars von Trier, Martin Scorsese, George Clooney. Nel corso della sua carriera ha ricevuto una nomination ai Premi Oscar 2004 come miglior attrice non protagonista per il film Schegge di April. Ha vinto due Emmy come best guest actress in una serie drammatica per la TV Six Feet Under. Nel 2015 è stata nominata per un Tony Award per la sua interpretazione nel revival di The Elephant Man.

## Filmografia

### Cinema
- The Untouchables - Gli intoccabili (The Untouchables), regia di Brian De Palma (1987)
- Scommessa con la morte (The Dead Pool), regia di Buddy Van Horn (1988)
- Un amore, una vita (Everybody's All-American), regia di Taylor Hackford (1988)
- Zia Giulia e la telenovela (Tune in Tomorrow), regia di Jon Amiel (1990)
- Jumanji, regia di Joe Johnston (1995)
- High Art, regia di Lisa Cholodenko (1998)
- Semplicemente irresistibile (Simply Irresistible), regia di Mark Tarlov (1999)
- Il miglio verde (The Green Mile), regia di Frank Darabont (1999)
- Il segreto di Joe Gould (Joe Gould's Secret), regia di Stanley Tucci (2000)
- La promessa (The Plegde), regia di Sean Penn (2001)
- Wendigo, regia di Larry Fessenden (2001)
- La sicurezza degli oggetti (The Safety of Objects), regia di Rose Troche (2001)
- Welcome to Collinwood, regia di Anthony e Joe Russo (2002)
- Lontano dal paradiso (Far from Heaven), regia di Todd Haynes (2002)
- Schegge di April (Pieces of April), regia di Peter Hedges (2003)
- Station Agent (The Station Agent), regia di Tom McCarthy (2003)
- All the Real Girls, regia di David Gordon Green (2003)
- Dogville, regia di Lars von Trier (2003)
- Miracle, regia di Gavin O'Connor (2004)
- Good Night, and Good Luck., regia di George Clooney (2005)
- The Dying Gaul, regia di Craig Lucas (2005)
- Tutti gli uomini del re (All The King's Men), regia di Steven Zaillian (2006)
- Il mistero del bosco (The Woods), regia di Lucky McKee (2006)
- Sapori e dissapori (No Reservations), regia di Scott Hicks (2007)
- Arsenico e vecchi confetti (Married Life), regia di Ira Sachs (2007)
- Lars e una ragazza tutta sua (Lars and the Real Girl), regia di Craig Gillespie (2007)
- Phoebe in Wonderland, regia di Daniel Barnz (2008)
- Lezioni d'amore (Elegy), regia di Isabel Coixet (2008)
- Vicky Cristina Barcelona, regia di Woody Allen (2008)
- Basta che funzioni (Whatever Works), regia di Woody Allen (2009)
- Cairo Time, regia di Ruba Nadda (2009)
- Shutter Island, regia di Martin Scorsese (2010)
- Legendary, regia di Mel Damski (2010)
- Easy Girl (Easy A), regia di Will Gluck (2010)
- Main St. - L'uomo del futuro (Main Street), regia di John Doyle (2010)
- Amici di letto (Friends with Benefits), regia di Will Gluck (2011)
- One Day, regia di Lone Scherfig (2011)
- The East, regia di Zal Batmanglij (2013)
- Maze Runner - Il labirinto (The Maze Runner), regia di Wes Ball (2014)
- Annie - La felicità è contagiosa (Annie), regia di Will Gluck (2014)
- Guida per la felicità (Learning to Drive), regia di Isabel Coixet (2014)
- Last weekend, regia di Tom Dolby e Tom Williams (2014)
- Maze Runner - La fuga (Maze Runner: The Scorch Trials), regia di Wes Ball (2015)
- The Party, regia di Sally Potter (2017)
- La casa dei libri (The Bookshop), regia di Isabel Coixet (2017)
- Maze Runner - La rivelazione (Maze Runner: The Death Cure), regia di Wes Ball (2018)
- Jonathan, regia di Bill Oliver (2018)
- Out of Blue - Indagine pericolosa (Out of Blue), regia di Carol Morley (2018)
- Anche io (She Said), regia di Maria Schrader (2022)
- Monica, regia di Andrea Pallaoro (2022)

### Televisione
- Spenser (Spenser: For Hire) – serie TV, episodio 1x03 (1985)
- Un giustiziere a New York (The Equalizer) – serie TV, episodio 1x19 (1986)
- Law & Order - I due volti della giustizia (Law & Order) – serie TV, episodio 1x07 (1990)
- Murder One – serie TV, 23 episodi (1995-1996)
- Il matrimonio di Shelby (The Wedding), regia di Charles Burnett – miniserie TV, (1996)
- Frasier – serie TV, 4 episodi (2001)
- Carrie, regia di David Carson – film TV (2002)
- Six Feet Under – serie TV, 7 episodi (2002-2005)
- Parks and Recreation – serie TV, episodi 4x01, 4x02 (2011)
- Broad City – serie TV, episodio 2x10 (2015)
- House of Cards - Gli intrighi del potere (House of Cards) – serie TV, 13 episodi (2017-2018)
- Sharp Objects – miniserie TV, 8 puntate (2018)
- Lo stato dell'unione - Scene da un matrimonio (State of the Union) – serie TV, 10 episodi (2022)

## Teatro (parziale)
- Tre giorni di pioggia di Richard Greenberg. Manhattan Theatre Club dell'Off-Broadway (1997)
- Un tram che si chiama Desiderio di Tennessee Williams. Kennedy Center di Washington (2004)
- The Elephant Man di Bernard Pomerance. Booth Theatre di Broadway (2014), Haymarket Theatre di Londra (2015)
- Lungo viaggio verso la notte di Eugene O'Neill. Wyndham's Theatre di Londra (2024)

## Riconoscimenti
- Premio Oscar
  - 2004 – Candidatura alla miglior attrice non protagonista per Schegge di April
- Golden Globe
  - 2004 – Candidatura alla miglior attrice non protagonista per Schegge di April
  - 2019 – Miglior attrice non protagonista in una serie per Sharp Objects
- Premio Emmy
  - 2002 – Miglior attrice guest star in una serie drammatica per Six Feet Under
  - 2006 – Miglior attrice guest star in una serie drammatica per Six Feet Under
  - 2019 – Candidatura alla miglior attrice non protagonista in una miniserie o film per Sharp Objects
- Screen Actors Guild Award
  - 2000 – Candidatura al miglior cast cinematografico per Il miglio verde
  - 2004 – Candidatura alla miglior attrice cinematografica per Station Agent
  - 2004 – Candidatura al miglior cast cinematografico per Station Agent
  - 2004 – Candidatura come miglior attrice non protagonista cinematografica per Schegge di April
  - 2006 – Candidatura al miglior cast cinematografico per Good Night, and Good Luck.
  - 2019 – Candidatura alla miglior attrice in una miniserie o film per la televisione per Sharp Objects
- Tony Awards
  - 2015 – Candidatura alla miglior attrice non protagonista in uno spettacolo per The Elephant Man
- Critics' Choice Awards
  - 2004 – Candidatura alla miglior attrice non protagonista per Schegge di April
- Independent Spirit Award
  - 1998 – Candidatura alla miglior attrice non protagonista per High Art
  - 2004 – Candidatura alla miglior attrice non protagonista per Schegge di April
- National Board of Review Awards
  - 2003 – Miglior attrice non protagonista per Schegge di April e Station Agent
- Satellite Awards
  - 2004 – Miglior attrice non protagonista in un film commedia o musicale per Schegge di April
  - 2004 – Candidatura alla miglior attrice non protagonista in un film drammatico per Station Agent
- Saturn Awards
  - 2000 – Miglior attrice non protagonista per Il miglio verde

## Doppiatrici italiane
Nelle versioni in italiano dei suoi lavori, Patricia Clarkson è stata doppiata da:
- Liliana Sorrentino in Murder One, Sapori e dissapori, Main St. - L'uomo del futuro, Amici di letto, The East, House of Cards - Gli intrighi del potere, Maze Runner - Il labirinto, Maze Runner - La fuga, The Party, Maze Runner - La rivelazione, Sharp Objects
- Serena Verdirosi in Jumanji, Semplicemente irresistibile, Il mistero del bosco, One Day
- Roberta Greganti in Basta che funzioni, Easy Girl, Out of Blue - Indagine Pericolosa
- Anna Rita Pasanisi in The Untouchables - Gli intoccabili, Zia Giulia e la telenovela, Parks and Recreation
- Elettra Bisetti in Scommessa con la morte, Tutti gli uomini del re
- Maria Pia Di Meo ne Il miglio verde, Lars e una ragazza tutta sua
- Laura Boccanera in La sicurezza degli oggetti, Welcome to Collinwood
- Antonella Giannini in Carrie, Good Night, and Good Luck.
- Anna Cesareni in Station Agent, Miracle
- Emanuela Rossi in Lezioni d'amore, Vicky Cristina Barcelona
- Alessandra Korompay ne La casa dei libri, Anche io
- Aurora Cancian in Un amore, una vita, Six Feet Under
- Stefania Romagnoli in Frasier
- Roberta Gasparetti ne La promessa
- Dorotea Aslanidis in Lontano dal paradiso
- Ludovica Modugno in Schegge di April
- Laura Romano in Shutter Island
- Marina Thovez in Legendary
- Sabrina Duranti in Dopo la gloria